# Tejutla (El Salvador)
Tejutla é um município do departamento de Chalatenango, em El Salvador. Sua população estimada em 2007 era de 13 608 habitantes.